# Referendo de dissolução da união norueguesa de 1905
Um referendo sobre a dissolução da união com a Suécia foi realizado na Noruega em 13 de agosto de 1905. A dissolução da união, que existia desde 1814, foi aprovada por quase 100% dos eleitores, com apenas 184 votando contra a proposta de mais de 371 000 votos expressos.

## Resultados
| Escolha                            | votos   | %     |
| ---------------------------------- | ------- | ----- |
| Para                               | 368 208 | 99,95 |
| Contra                             | 184     | 0,05  |
| Votos inválidos/em branco          | 3 519   | –     |
| Total                              | 371 911 | 100   |
| Eleitores registrados/participação | 435 376 | 85,4  |
| Fonte: Nohlen & Stöver             |         |       |

## Resultado
O referendo foi seguido por negociações em Karlstad. Os dois países chegaram a um acordo em 23 de setembro, aprovado pelos parlamentos norueguês e sueco em 9 de outubro e 13 de outubro, respectivamente. Oscar desistiu de todas as reivindicações ao trono norueguês em 26 de outubro. Em novembro, o príncipe Carlos da Dinamarca foi eleito o primeiro rei independente da Noruega em mais de cinco séculos, assumindo o trono como Haakon VII.